# Eighth Wonder
Pour les articles homonymes, voir Wonder et Eight Wonder.
Eighth Wonder était un groupe britannique de pop actif dans les années 1980. Il s'est formé en 1983 et a connu des succès majeurs d'abord au Japon et en Italie entre 1985 et 1987, avant de classer ses singles suivants dans les charts d'Europe. Le groupe se dissout en 1989.
Le groupe se composait de Patsy Kensit, Jamie Kensit (frère de Patsy), Steve Grantley (en) et Geoff Beauchamp.
Sur le plan international, son titre le plus connu est I'm Not Scared.

## Discographie

### Albums
- Brilliant Dreams (février 1987, Japon uniquement)
- Fearless (en) (juillet 1988) (Japon #8)
- Eighth Wonder: The Best Remixes (1990, Japon uniquement)

### Singles
- Stay With Me (octobre 1985, #1 Japon ; #1 Italie ; #65 Royaume-Uni)
- Having It All (1986, #1)
- Will You Remember (février 1987, #83 Royaume-Uni ; #1 Japon ; #9 Italie)
- When The Phone Stops Ringing (1987, #1 Japon ; #26 Italie)
- I'm Not Scared (février 1988, #1 Italie ; #2 Suisse et Portugal ; #3 Espagne ; #4 Grèce ; #5 Allemagne ; #7 Royaume-Uni; #8 France; #20 Autriche)
- Cross My Heart (en) (juin 1988, Royaume-Uni #13 ; Japon #42 ; #10 Italie ; #13 France)
- Baby Baby (octobre 1988, Royaume-Uni #65 ; Japon #2 ; Italie #13)
- Use Me (1989, Japon uniquement #3)